# Marcelo Paganini
Marcelo Paganini, nome artístico de Marcelo de Miranda Brandão (Belo Horizonte, 11 de dezembro de 1964) é um compositor, letrista, multi-instrumentista (violão, guitarra elétrica, guitarra MIDI, cavaquinho, baixo, teclados, bateria acústica, bateria MIDI, gaita de boca) programador MIDI, designer de som e arranjador brasileiro.
É letrista, tanto em português como em inglês e francês.
Já escreveu letras para Guy Michelmore, além das músicas de sua autoria gravadas pela banda de rock Kamikaze. Em 1990 mudou-se para Nova Iorque, onde tocou com o violonista Tibério Nascimento e com vários músicos de jazz estadunidenses. 
Além de músico, já dirigiu e produziu filmes de curta metragem desde 2003. Dirigiu o curta experimental Interativa. Teve vários participações em festivais de cinema no Brasil, Holanda, Inglaterra e Islândia.